# Lutherhaus (Neustadt an der Orla)

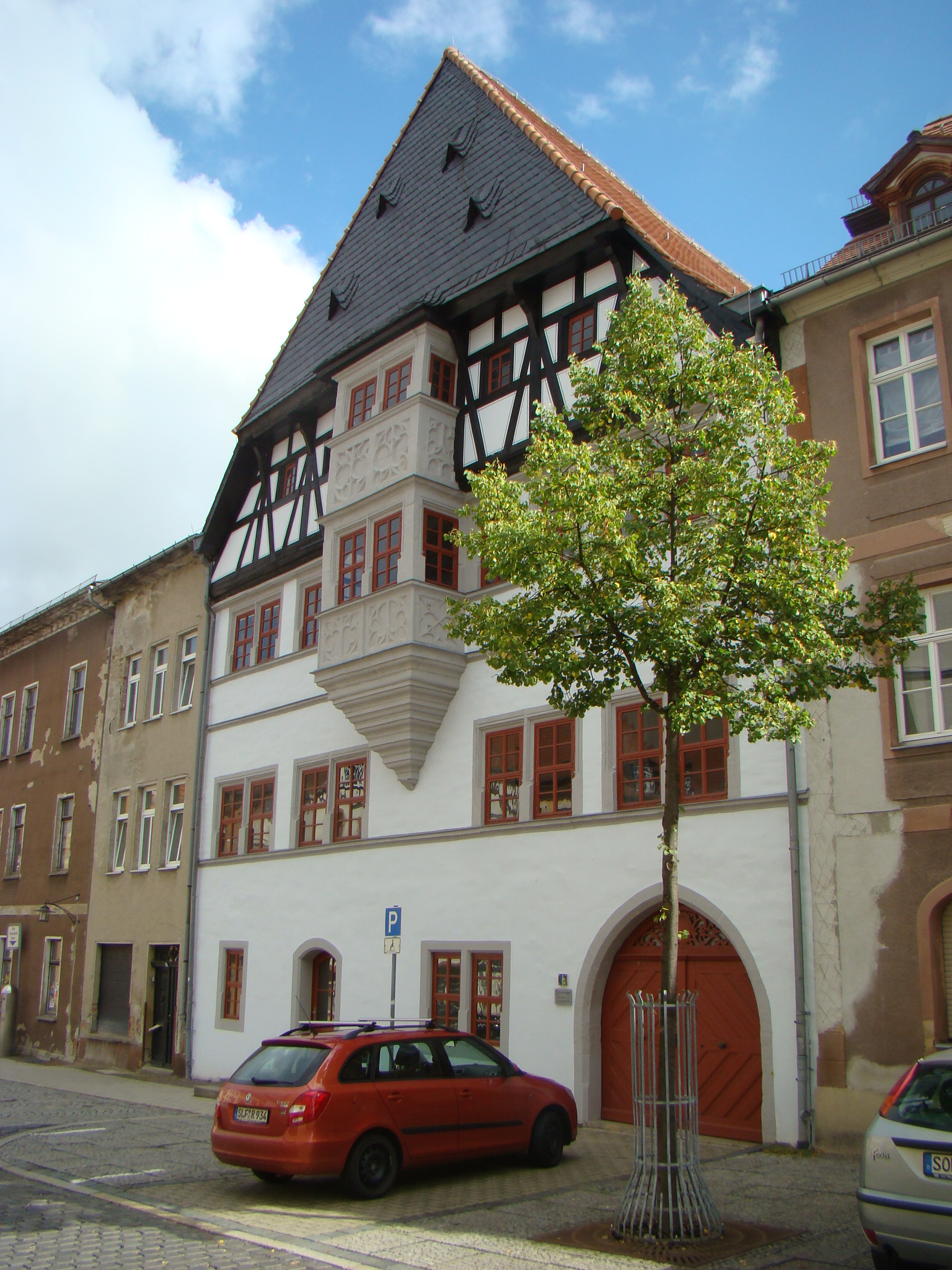
Lutherhaus

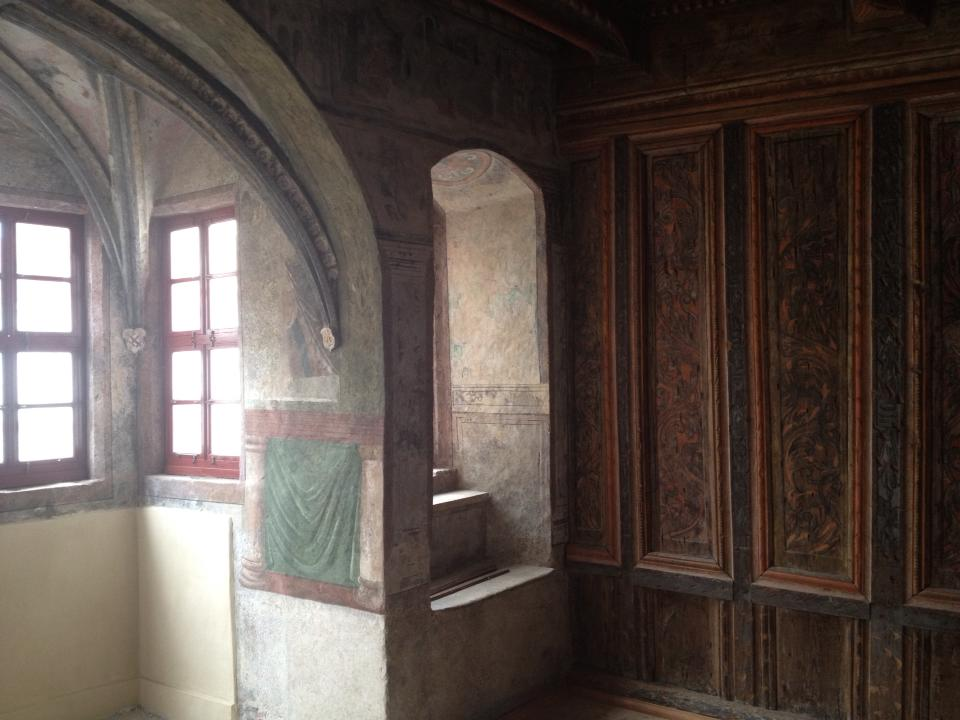
Erkerzimmer im Lutherhaus

Das Lutherhaus ist ein stattliches denkmalgeschütztes Bürgerhaus am Markt in Neustadt an der Orla. Seinen Namen hat es, weil Martin Luther der Legende nach bei seinen Aufenthalten in Neustadt dort mehrmals gewohnt haben soll.

## Geschichte
Gemäß baulichen Befunden stammt das Haus im Kern mindestens aus dem 15. Jahrhundert, es wurde im Laufe der Zeit mehrfach erweitert und umgebaut. Seine heutige Gestalt erhielt es durch einen Umbau bzw. eine Erweiterung im späten 16. Jahrhundert. Bauliche Besonderheiten wie die Hofdurchfahrt sowie die großen Keller und Speicher weisen das Gebäude als ehemaliges Handelshaus aus.
Das Gebäude wird seit den frühen 1990er Jahren saniert, wobei im Verlauf der Sanierung der Schwerpunkt zwischen Sicherung, Renovierung und Konservierung wechselte. Während die Fassade zum Markt hin frisch hergerichtet ist, weist das verwinkelte Innere des Hauses die unterschiedlichsten baulichen Zustände auf, die unterschiedlich konservierte Spuren aus allen Epochen der Gebäudenutzung vom ausgehenden Mittelalter bis in die jüngste Vergangenheit zeigen. Neben dem innen reich bemalten Erker sind im Inneren insbesondere die Säulenkonstruktion in der Halle im Erdgeschoss sowie die zwei historisch vertäfelten Stuben beachtenswert. Eines der weiteren Zimmer wird aufgrund der dort aufgefundenen Wandzeichnungen mit biblischen Szenen gelegentlich als Hauskapelle angesprochen.
Für das Haus gab es seit Beginn der Sanierung in den 1990er Jahren unterschiedliche Nutzungspläne. Gelegentlich wurde es seitdem schon für Ausstellungen genutzt.
Seit dem Reformationstag 2017 steht das Lutherhaus der Öffentlichkeit als begehbares Schaudenkmal offen. Im Erdgeschoss hat die Touristinformation ihren Platz gefunden.
Im Inneren finden sich neben mehreren Bohlenstuben auch spätmittelalterliche Wandmalereien und zahlreiche kunsthistorische und architektonische Besonderheiten. Mehrere Bauphasen hat das vor 1450 errichtete Bauwerk erlebt und führt die Besucher auf einem spannenden Gang durch seine Geschichte. Dabei steht das Haus als Exponat selbst im Fokus der Ausstellung. Ein weiterer Schwerpunkt des begehbaren Baudenkmals ist die Stadt- und Reformationsgeschichte.